# Ninja Gaiden Sigma
Ninja Gaiden Sigma, s'écrivant aussi Ninja Gaiden Σ, est un jeu vidéo d'action de 2007 développé et édité par Tecmo sur PlayStation 3. Il s'agit d'une version remise à jour de Ninja Gaiden Black (2005, Xbox). Le jeu est porté sur PlayStation Vita et titré Ninja Gaiden Sigma Plus.

## Système de jeu
Ninja Gaiden Sigma est caractérisé par son importante difficulté et par la variété des combos et d'ennemis. Le jeu comprend un mode Histoire divisé en 19 chapitres et un mode Missions. Outre les améliorations visuelles, cet épisode se démarque de la mouture originale par l'implémentation d'un nouveau personnage jouable (dans 3 chapitres), Rachel et par l'ajout d'armes supplémentaires (le double katana dénommé griffe du dragon et croc du tigre). Ce jeu regroupe certains personnages de Dead or Alive comme le personnage principal Ryu Hayabusa, Rachel ou Ayane et un personnage de Time Crisis dont Gamov.
Contrairement à la version US, les versions européennes et japonaises sont censurées et interdisent les décapitations sur les ennemis humains.

## Extensions
Trois extensions à télécharger sont progressivement apparus sur le PlayStation Network :
- Maître d'Armes propose cinq modes de survie avec des armes limités ;
- Maître de la Vélocité apporte cinq modes de survie avec le temps et la jauge de puissance limités ;
- Maître « Rachel » propose cinq modes de survie où l'on incarne Rachel. Le téléchargement inclut une nouvelle option pour la coiffure de Rachel.

Les extensions ont été commercialisées respectivement le 13 et 27 septembre, et le 18 octobre 2007 en Europe (3,99 € l'unité).

## Accueil
- 1UP.com  A (PS3)[1]
- Famitsu : 33/40 (PS3)[réf. souhaitée] - 32/40 (PSV)[2]
- Gamekult 8/10[3]
- GameSpot 9/10[4]
- IGN US : 9,3/10[5]
- IGN Australie : 8,8/10[6]